# Naqsh-e Rajab
Naqsh-e Rajab (en persan : نقش رجب, « le tableau de Rajab » ; Rajab est un personnage inconnu) est le nom moderne d'un ensemble de quatre bas-reliefs sassanides du IIIe siècle. Le site se trouve à 3 km au nord de Persépolis et à proximité de Naqsh-e Rostam, dans le Fars, en Iran.
Les bas-reliefs sont sur les parois d'un renfoncement rocheux formant un carré ouvert à l'ouest. Les têtes des figures royales et divines ont été martelées, après la conquête arabe.

## Parade de Shapur Ier
Sur le rocher nord, le premier bas-relief montre Shapur Ier sur son destrier. La tête du roi a été martelée, mais on distingue clairement la couronne, qui permet l'identification, et le korymbos. Le cheval porte de nombreux rubans, ainsi que deux pompons pendants sur ses flancs, qu'on retrouve sur les représentations de Naqsh-e Rostam. Derrière le roi se tiennent neuf personnages, qu'on identifie comme les fils de Shapur pour au moins trois d'entre eux car ils portent des diadèmes, et comme des nobles pour les autres. Le personnage immédiatement derrière Shapur est probablement son fils et héritier Hormizd. Ils portent chacun des emblèmes distinctifs sur leur coiffe (le plus visible est une sorte de triskel), et les détails de leur habillement sont tous différents.
Le poitrail du cheval porte une inscription trilingue en pehlevi parthe, pehlevi moyen-persan et en grec :

« Ceci est le portait du fidèle d'Ahura Mazda, le dieu Shapur, roi des rois de l'Iran et de l'Aniran, d'origine divine, fils du fidèle d'Ahura Mazda, le dieu Ardeshir, roi des rois de l'Iran, d'origine divine, le petit-fils du dieu Papak, le roi. »

Ce bas-relief est daté du début du règne de Shapur, vers 250 voire encore avant car aucun ennemi n'est piétiné par le cheval ce qui pourrait indiquer une réalisation avant la victoire sur Philippe l'Arabe en 244.

## Investiture d'Ardachîr Ier

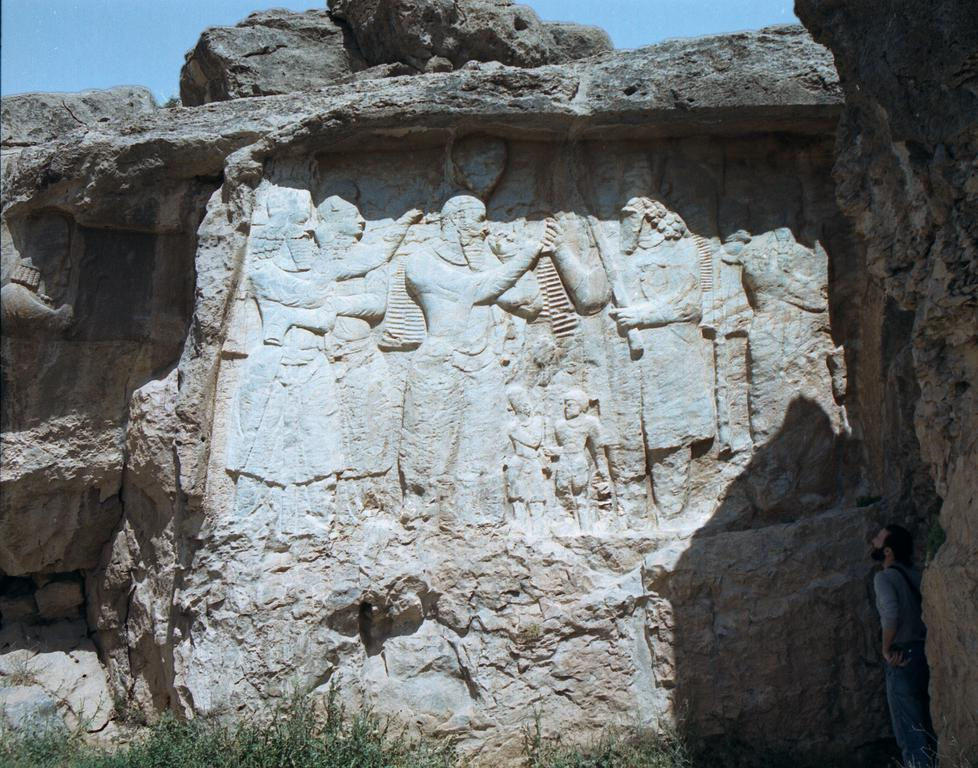
investiture d'Ardachîr Ier

Sur le rocher est se trouve un des plus anciens bas-reliefs sassanides, peut-être même le premier : l'investiture d'Ardachîr Ier. Le roi, à droite, reçoit le farshang (ou cydaris, anneau du pouvoir) et le diadème de la main d'Ahura Mazda, qui tient dans sa main gauche le barsom et porte sa couronne crénelée typique. Ardachîr tient sa main gauche devant sa bouche, en signe de respect au dieu. Le personnage avec une coiffure haute et un diadème derrière le roi est sans doute son fils Shapur ; en arrière-plan, un serviteur tient un chasse-mouche au-dessus de la tête du roi. Shapur tient sa main droite levée avec l'index recourbé en direction du roi, signe de respect envers celui-ci. Entre le roi et le dieu se tiennent deux petits personnages : celui de gauche est peut-être Hormizd, petit-fils d'Ardachîr, et celui de droite, qui tient levé un objet en forme de masse, peut-être un sceptre royal, serait une divinité ou un fidèle d'Ahura Mazda.
Le roi n'est pas le personnage le plus grand du bas-relief, Ahura Mazda mais également Shapur semblent le dépasser : c'est la règle d'isocéphalie qui est à l'œuvre, l'important étant d'aligner le haut des têtes ou des coiffures.
Ce bas-relief est unique car il montre également, à l'extrême-droite, deux femmes ; il s'agit probablement de la femme ou de la mère d'Ardachîr, accompagnée d'une servante. Les deux femmes tournent le dos à la scène d'investiture, dont elles sont séparées par une colonne ; elles semblent se trouver à l'intérieur d'une pièce. Les cheveux de la reine sont coiffés en boucles tombantes et elle porte un haut chapeau sassanide avec un diadème ; elle tient sa main devant sa bouche, dans la même attitude qu'Ardachîr. La servante porte un bonnet phrygien se terminant par une petite tête de chèvre. Le seul autre bas-relief montrant une figure féminine est à Taq-e Bostan, mais il s'agit d'Anahita, une divinité. 
À côté de ce bas-relief se trouve une courte inscription en pehlevi, très endommagée :

« La foi zoroastrienne avait sombré ; moi, le roi des rois, je l'ai restaurée. »

## Kartir

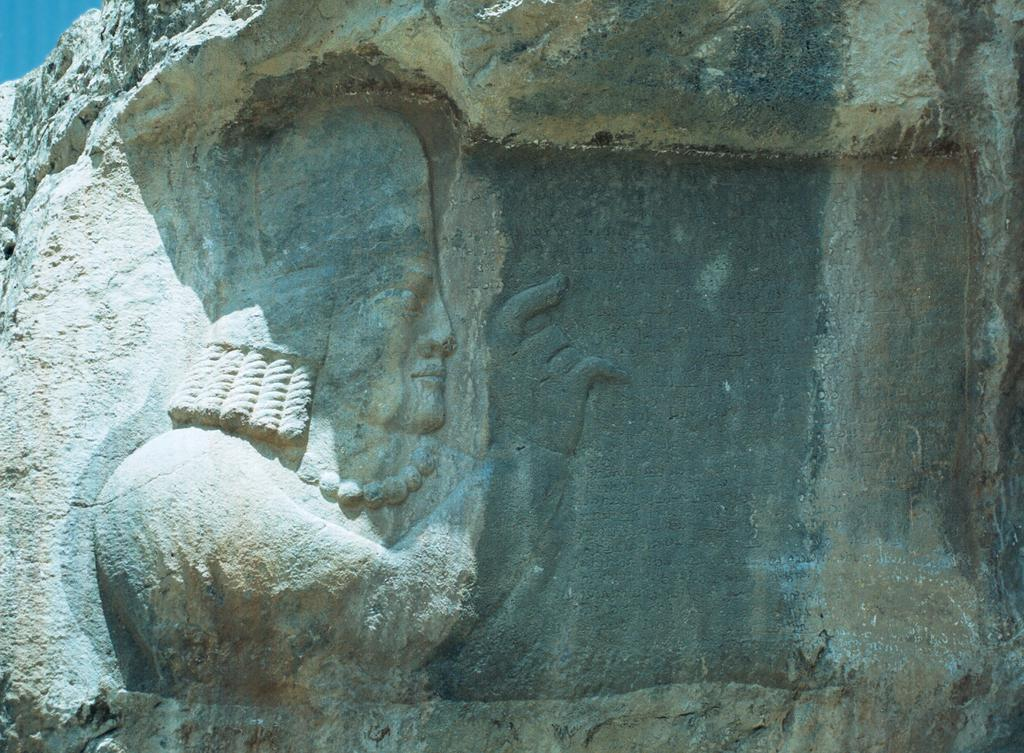
Le grand prêtre Kartir et son inscription

À gauche de l'investiture d'Ardachîr a été rajouté un petit bas-relief représentant le haut du buste du mobad-e mobaden (grand prêtre) Kartir, représenté de profil avec la main levé et l'index recourbé en signe de respect. C'est le seul personnage non-royal figurant sur un bas-relief sassanide. Kartir a servi comme grand prêtre sous Shapur Ier, Bahram Ier et Bahram II.
Une inscription en pehlevi détaille son ascension, et comment en tant que grand prêtre il a purifié la religion et débarrassé la région des hérétiques, par le feu et l'épée. Parmi les persécutés figuraient probablement Mani, le fondateur de la secte religieuse du manichéisme, et ses fidèles, ainsi que les juifs et les chrétiens. C'est la version courte d'un texte qui se retrouve dans trois autres endroits d'Iran (à Sar Mashhad, et deux fois à Naqsh-e Rostam).

## Investiture de Shapur Ier

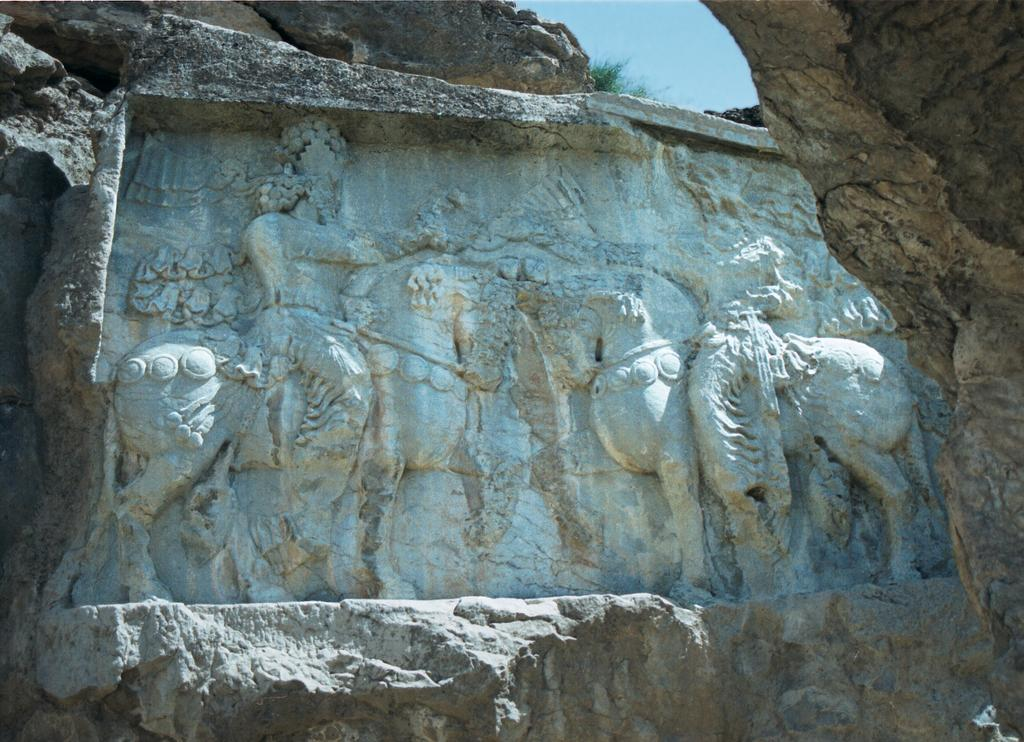
Investiture de Shapur Ier

Cette scène est sculptée sur le rocher sud ; il s'agit d'une investiture à cheval, Shapur à droite recevant le farshang et le diadème d'Ahura Mazda à gauche. Ici, Shapur ne porte pas le korymbos. 
Ce bas-relief a probablement été réalisé immédiatement après l'accession de Shapur le 20 mars 242. En plus du roi et du dieu, la tête des chevaux a également été martelée.